# 巴西的雅努阿麗亞公主
雅努阿麗亞公主（葡萄牙語：Januária，1822年3月11日—1901年3月13日），巴西皇帝佩德羅一世的次女。
佩德羅一世於1834年去世時，雅努阿麗亞的姐姐瑪麗亞和弟弟佩德羅（二世）分別是葡萄牙女王與巴西皇帝。在佩德羅二世的長子阿方索於1845年出生之前，雅努阿麗亞是巴西的皇位繼承人。

## 家庭
1844年，雅努阿麗亞與兩西西里國王費迪南多二世的弟弟路易吉王子結婚，兩人共有3子1女：
- 路易吉（1845年—1909年）
- 瑪麗亞·伊莎貝拉（1846年—1859年），早逝
- 菲利波（1847年—1922年）
- 瑪利亞·埃馬努埃萊（1851年—1851年）夭折